# Psati
Psati (gr. Ψαθί) – wieś w Republice Cypryjskiej, w dystrykcie Pafos. W 2011 roku liczyła 110 mieszkańców.